# Mare de Déu de la Salut (Ribera d'Ondara)
La Mare de Déu de la Salut o Mare de Déu de les Neus és un temple al poble de la Sisquella al terme municipal de Ribera d'Ondara (la Segarra) inclosa a l'Inventari del Patrimoni Arquitectònic de Catalunya. A finals del segle xvi els habitants del poble van edificar aquesta capella i el bisbe Joan de Cardona va traslladar els drets i les obligacions parroquials de l'antiga església parroquial de Santa Maria de Montpaó. L'any 1685 era sufragània de Sant Pere dels Arquells. Capella que integra la seva façana de ponent en el mur de tancament del cementiri del poble. Es tracta d'un edifici d'una sola nau, de planta rectangular, capçalera plana i coberta exterior a doble vessant. Hi ha una capella bastida al mur de la façana principal i un campanar d'espadanya de doble ull que corona la façana de ponent. Presenta un parament amb paredat a les façanes de l'edifici i carreus a l'estructura del campanar d'espadanya i la porta d'accés. Aquesta porta s'obre a un costat de la façana principal i s'estructura a partir d'un arc rebaixat amb un treball incís a la clau d'arc amb la data 1826.